# معابد بعلبك

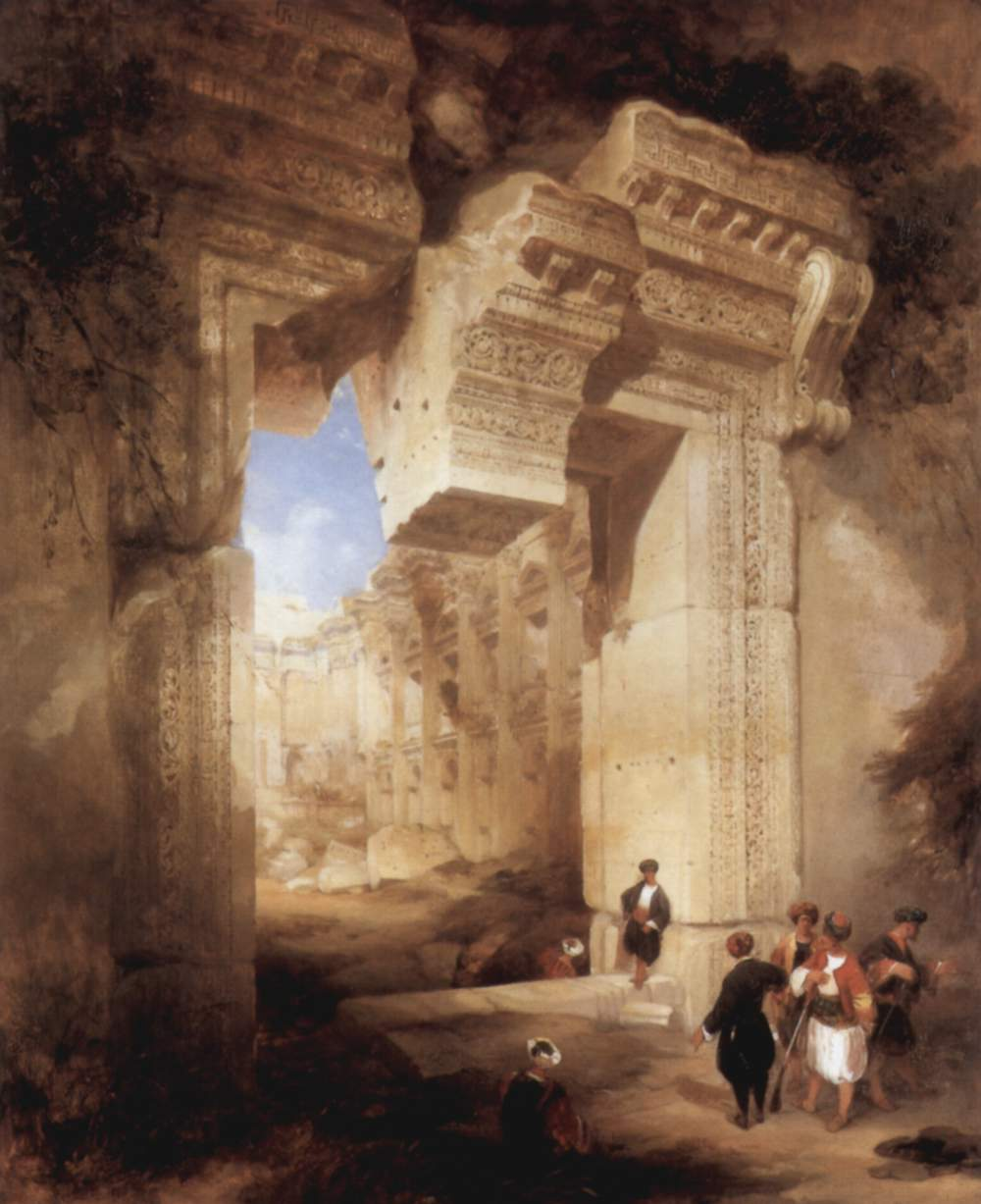
ديفيد روبرتس : مدخل معبد باخوس في بعلبك

مجمعات معابد بعلبك تضم بعضًا من أكبر وأفضل نماذج العمارة الرومانية الشرقية المحفوظة في الشرق الأدنى، وهي تُضاهي في أهميتها الفنية والثقافية والتاريخية مدينتي تدمر وجرش القديمتين. شُيّدت هذه المجمعات بين القرنين الأول والثالث الميلاديين، وتقع في مدينة بعلبك بلبنان. تشمل مجمعات المعابد حرم جوبيتر الضخم، ومعبد باخوس المحفوظ جيدًا، والمعبد الدائري بتصميمه الفريد. تتميز هذه المباني بزخارفها المعمارية الغنية وضخامة عناصرها الإنشائية.

## الخلفية

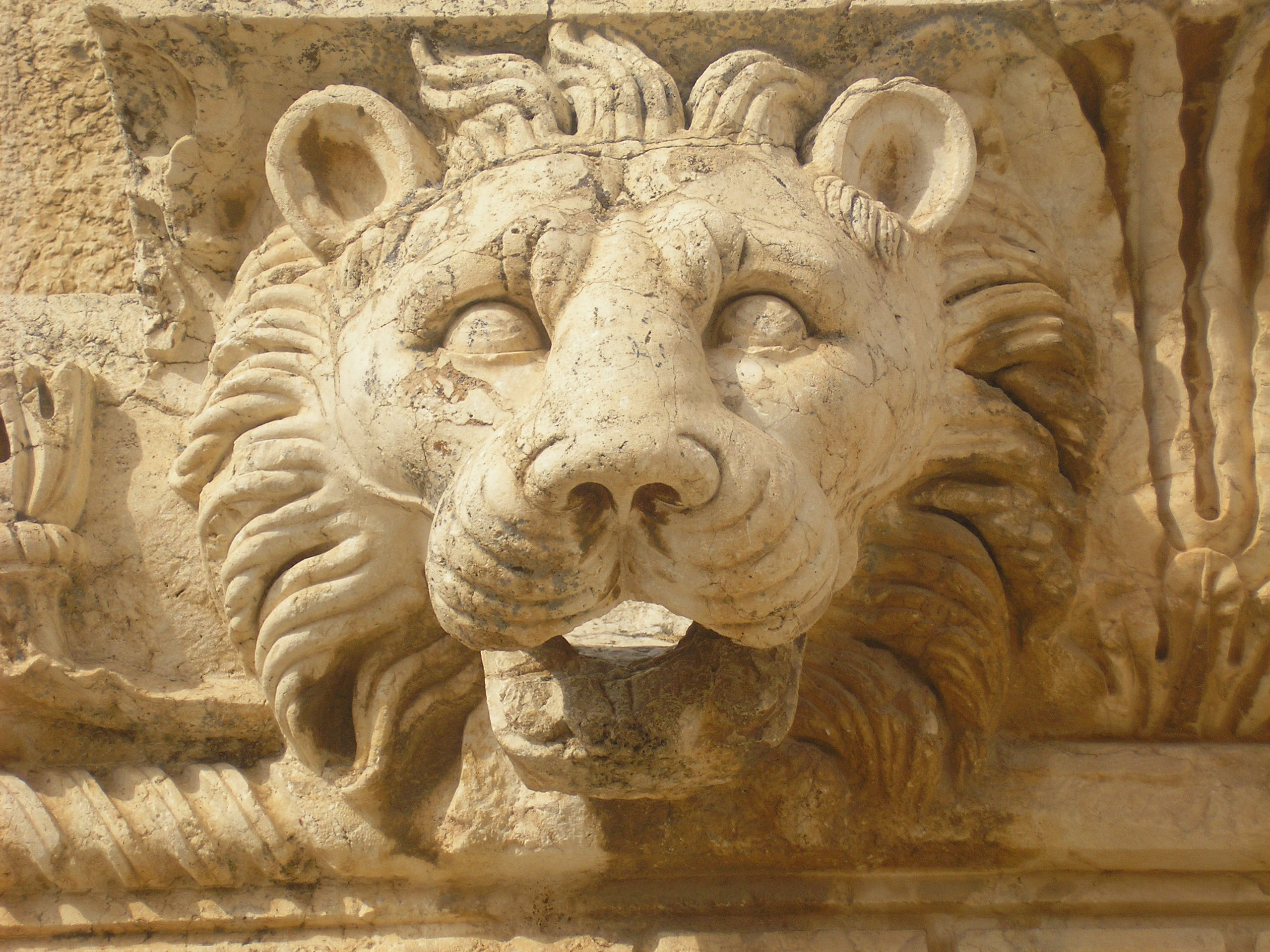
تمثال الأسد في معبد جوبيتر

بُني حرم جوبيتر تدريجيًا من القرن الأول الميلادي حول تل مستوطنة ما قبل التاريخ القديمة. لا يوجد دليل على العمارة المقدسة قبل الرومانية. لا يوجد أيضًا دليل على وجود طقوس أقدم. استمر العمل في الحرم حتى القرن الثالث، عندما وصلت المعابد، إلى جانب مدينة بعلبك، إلى ذروتها. متى تم تدمير معبد جوبيتر، وما إذا كان ذلك بسبب أسباب طبيعية مثل الحريق أو الزلزال، أو التدخل البشري، غير معروف. تشير معظم المصادر إلى القرن السادس. يذكر الخليفة المجهول لسجل زكريا ريتور أن المعبد، الذي كان قيد الاستخدام حتى هذه النقطة، احترق في عام 554 بعد ضربة صاعقة؛ من ناحية أخرى، يُقال إن عبدة جوبيتر هيليوبوليتانوس كانوا الأغلبية في بعلبك حوالي عام 580 في عهد الإمبراطور تيبيريوس قسطنطين . في ذلك الوقت، اتُخذت تدابير ضخمة ضد المؤمنين القدامى. وعندما تم بناء كنيسة في ساحة المذبح بعد ذلك بقليل، باستخدام أجزاء من معبد جوبيتر، لابد أن هذا الأخير قد تعرض بالفعل لأضرار جزئية ولم يعد قيد الاستخدام.
منذ القرن الثاني عشر فصاعدًا، حوّل العرب الأيوبيون حرم جوبيتر ومعبد باخوس إلى حصن. وقد حمى هذا أجزاء كبيرة من المجمع القديم؛ فعلى سبيل المثال، استُخدم معبد باخوس كقصر. وفي عام 1759، أطاح زلزال شديد بثلاثة من الأعمدة التي لا تزال قائمة في معبد جوبيتر؛ ومنذ ذلك الحين، ظلت ستة أعمدة قائمة. وبعد رحلته إلى فلسطين عام 1898 وزيارته إلى بعلبك ، كلف الإمبراطور الألماني فيلهلم الثاني بحفر مجمع المعبد. وقد كشفت حفريات ألمانية بقيادة أوتو بوخشتاين عن أجزاء كبيرة بين عامي 1900 و1905. وفي الفترة بين عشرينيات وأربعينيات القرن العشرين، واصل علماء الآثار الفرنسيون العمل، وتبعهم علماء الآثار اللبنانيون في عام 1947. وبالإضافة إلى المزيد من الحفريات، كان التركيز في المقام الأول على أعمال إعادة الإعمار.

## المعابد

### جوبيتر

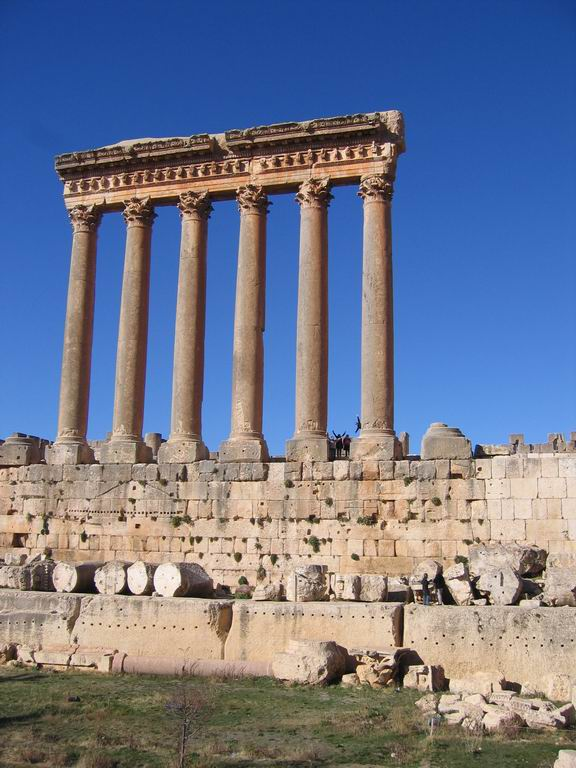
الأعمدة الستة لمعبد جوبيتر مع المنصة

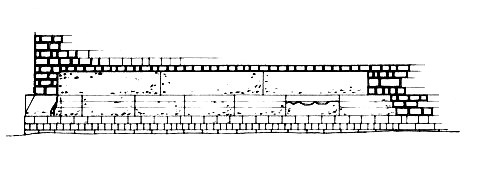
منصة معبد جوبيتر مع ثلاثة أحجار يبلغ وزنها 800 طن تسمى "تريليثون"، وهي أكبر الأحجار المستخدمة على الإطلاق في العالم، وطبقة من الأحجار يبلغ وزنها 350 طنًا أسفلها

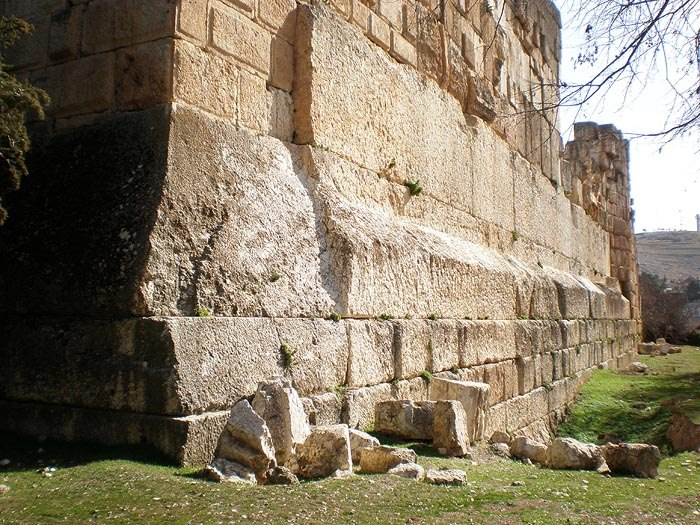
منصة معبد جوبيتر مع التريليثوس (الصف العلوي)

ذُكر الإله المعبود في الحرم، جوبيتر أوبتيموس ماكسيموس هيليوبوليتانوس، في نقوش عديدة. شُيّد حرمه حول تل استيطان قديم. ومثل جميع المباني الرئيسية في بعلبك، بُني من الحجر الجيري المستخرج من المحاجر المحيطة. بدأ البناء تدريجيًا بين القرن الأول وأوائل القرن الثالث الميلادي. ويتألف من أربعة أجزاء: معبد جوبيتر، وفناء المذبح، والفناء الأمامي السداسي، والبروبيلايا. وأمام البروبيلايا، تقع ساحة تحدها صف من الدرجات على شكل حدوة حصان.

### معبد باخوس
تصغير|مخطط قلعة بعلبك

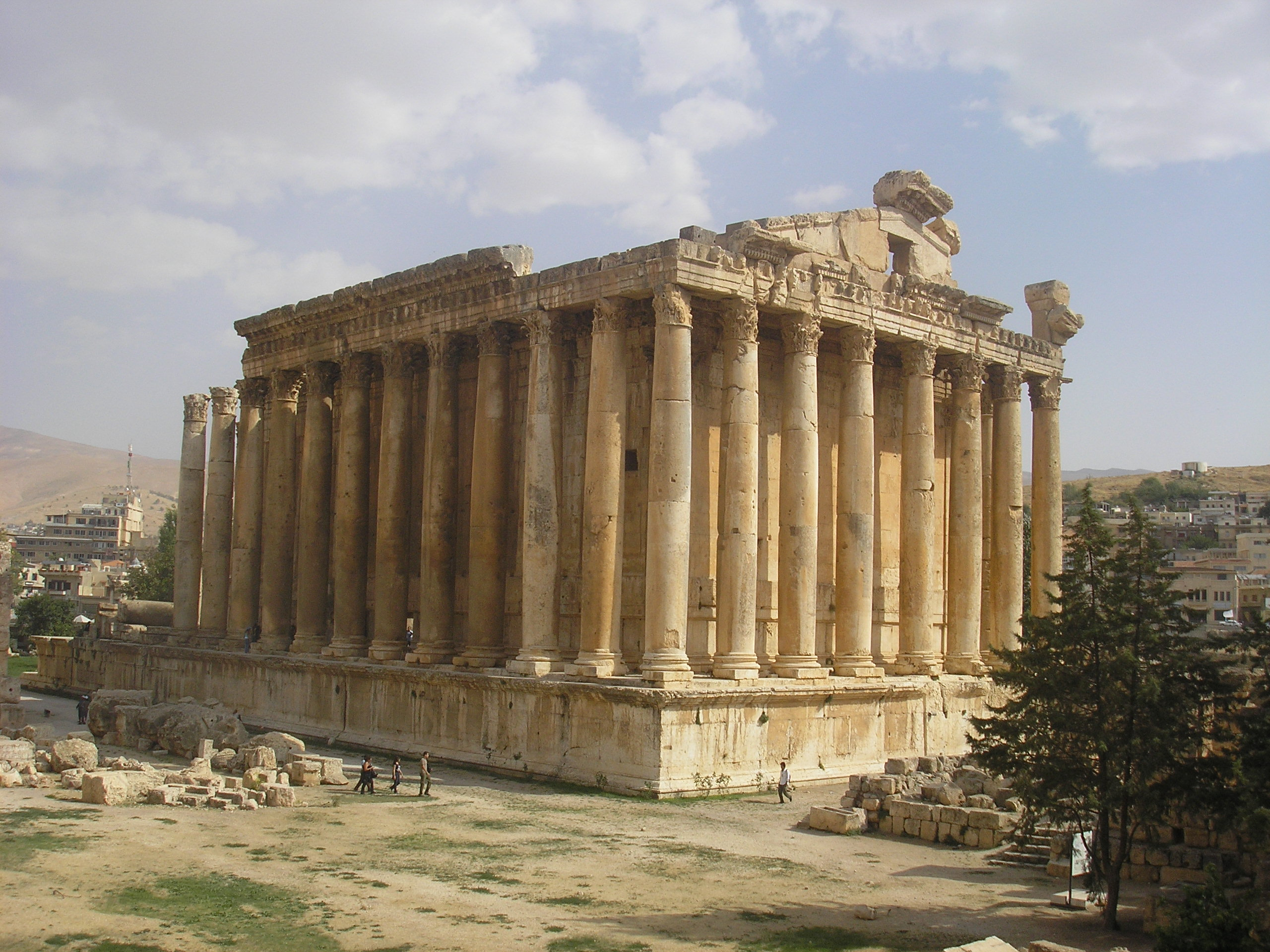
المعبد الأصغر المسمى معبد باخوس

جنوب معبد جوبيتر، يقع ما يُسمى بمعبد باخوس. أصله غير معروف. يُرجَّح أنه بُني في أواخر القرن الثاني الميلادي، على الطراز الكورنثي أيضًا.

### بسودوبيريبتيروس والمعبد الدائري
جنوب الفناء السداسي لحرم جوبيتر، توجد منطقة حرم صغيرة تضم معبدين. الأول عبارة عن هيكل صغير شبه مائل، أي أنصاف أعمدة مثبتة على هيكله. له تيجان كورنثية كاملة الأوراق، ويبلغ طوله حوالي 25 مترًا. متر طول و 12.5 عرضه متر. حُفر المعبد وترميم جزئي من قِبل الهيئة اللبنانية للآثار في ستينيات القرن العشرين. أصله غير معروف، ولكن يُرجَّح أن تاريخ بنائه يعود إلى أوائل العصر الروماني.
يقف المعبد الدائري، المعروف منذ زمن طويل باسم معبد فينوس، بزاوية قائمة تقريبًا عليه، على الرغم من أن هذا التصنيف غير مقبول. إلى جانب معبدي جوبيتر وباخوس، كان المعبد الدائري أحد المباني الثلاثة المرئية دائمًا، وبالتالي المألوفة دائمًا. يتميز شكل منصته المنحنية وتصميم زنزانته الناتج، بما في ذلك الأعمدة ذات التيجان الكورنثية الخماسية، بطابع فريد، ولطالما وُصف بأنه "باروكي". يبلغ طول المعبد الدائري حوالي 16 مترًا. وعرض 28 متر وطول المنصة 2.91 متر وارتفاع العمود 8.56 متر. ربما تم بناء المبنى في القرن الثالث الميلادي.

### معبد عطارد
كان معبد عطارد قائمًا على قمة تل الشيخ عبد الله، الذي تقع على سفحه الشمالي المباني القديمة. وقد اختفى تمامًا، ولم يتبقَّ منه سوى بعض العناصر الإنشائية المتناثرة في أنحاء الموقع. ويبدو أن المعبد قد فُكِّك بالكامل في وقت مبكر جدًا، إذ لم يُبلِّغ عنه أيٌّ من الرحالة المعاصرين.
من أهم الأدلة على وجودها صور عملات معدنية تعود إلى عهد الإمبراطور فيليب العربي. تُصوّر هذه العملات المعبد، وبجانبه عصا هرمس، وهي عصا الرسول النموذجية لعطارد، ودرج طويل يؤدي إلى الجبل. لا يزال هذا الدرج محفوظًا حتى اليوم، ويمكن رؤيته بوضوح من المدينة.

## الأدب
- ثيودور ويجاند[الإنجليزية](محرر): بعلبك. نتائج الحفريات والتحقيقات من ١٨٩٨ إلى ١٩٠٥. ٣ مجلدات. دي جرويتر، برلين ١٩٢١-١٩٢٥.
- نينا جيديجيان: بعلبك – مصر الجديدة – "مدينة الشمس". دار المشرق للنشر، بيروت 1975، ISBN 2-7214-5884-1 (مع الرسم الأصلي لتقرير التنقيب لثيودور ويجاند، المنشور عام 1921. وأيضا بالفرنسية: بعلبك. مصر الجديدة "مدينة الشمس". المكتبة الشرقية، بيروت 1998).
- فريدريش راجيت: بعلبك. مطبعة نويس، بارك ريدج، ١٩٨٠، ISBN ٠-٨١٥٥-٥٠٥٩-٦ .
- مارغريت فان إيس[الألمانية]، توماس ويبر (محرران): بعلبك. تحت سحر العمارة الرومانية الأثرية. فيليب فون زابيرن، ماينز 1999، ISBN 3-8053-2495-2 .
- إروين م. روبريشتسبيرغر[الألمانية]: من المحجر إلى معبد جوبيتر في هليوبوليس/بعلبك (لبنان) ( أبحاث لينز الأثرية، المجلد 30). لينز، 1999، ISBN 3-85484-429-8 .
- دانيال لومان: حرم جوبيتر هيليوبوليتانوس في بعلبك. تاريخ التخطيط والبناء (= علم الآثار الشرقي ، المجلد 38). دار نشر VML، رادن/ويستفاليا، 2017.

## روابط خارجية
- المعهد الأثري الألماني

## ملحوظات
1. ↑  الوصول: 12 يوليو 2019. وصلة مرجع: http://whc.unesco.org/en/list/294.
2. 1 2  مذكور في: خريطة الشارع المفتوحة. الوصول: 12 يوليو 2019. لغة العمل أو لغة الاسم: متعدد اللغات. تاريخ النشر: 9 أغسطس 2004.